# Dárcovská SMS

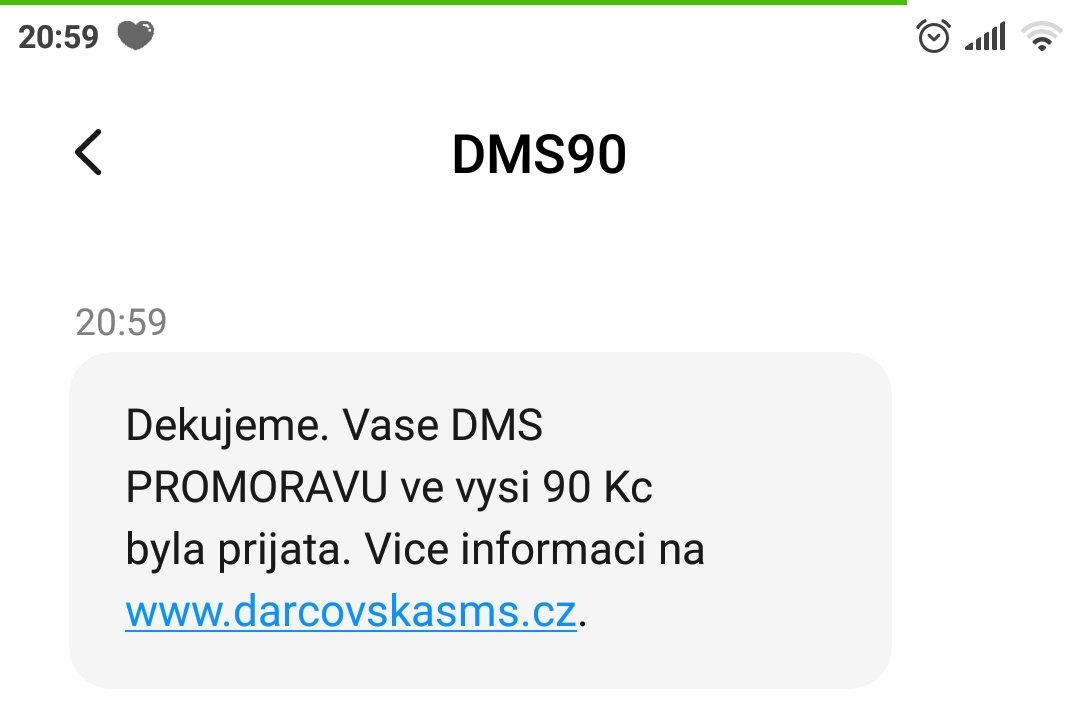
Ukázka potvrzení přijetí DMS

DMS či Dárcovská SMS je způsob zasílání drobných finančních prostředků na účty nadací a neziskových organizací v rámci různých veřejných sbírek. Tento systém funguje v Česku od 12. dubna 2004. Provozuje jej Asociace provozovatelů mobilních sítí a Fórum dárců.

## Princip příspěvků
Zaslání DMS probíhá obdobně jako u obvyklé textové zprávy z mobilního telefonu či pevné linky. DMS se zasílají na telefonní číslo 87777 a mají jednotný tvar:
```
DMS 
heslo
```

kde za heslo je použito slovo identifikující příjemce finančních prostředků. Ten se musí u provozovatele nejdříve zaregistrovat. O přijetí DMS je odesílatel obratem informován pomocí potvrzovací SMS.
Cena jedné odeslané DMS je buď 30 Kč, 60 Kč nebo 90 Kč. Od roku 2022 i 190 Kč. Z darované částky se od 1. ledna 2006 neplatí daň z přidané hodnoty. DMS je tak jedním z nejsnazších způsobů zasílání nízkých částek pro charitativní účely.

## Statistiky
Počty zaslaných DMS ze sítí mobilních operátorů:
| Rok  | Počet zaslaných DMS | Vybráno peněz |
| ---- | ------------------- | ------------- |
| 2004 | 936 522             | 25 286 094 Kč |
| 2005 | 3 270 413           | 88 301 151 Kč |
| 2006 | 1 392 112           | 37 587 024 Kč |
| 2007 | 1 336 806           | 36 093 762 Kč |
| 2008 | 1 323 402           | 35 731 854 Kč |
| 2009 | 1 796 096           | 48 494 592 Kč |
| 2010 | 2 256 690           | 60 930 630 Kč |
| 2011 | 1 429 025           | 38 583 675 Kč |
| 2012 | 986 294             | 26 629 938 Kč |
| 2013 | 1 294 167           | 35 313 261 Kč |